# 1977년 브란체아 지진

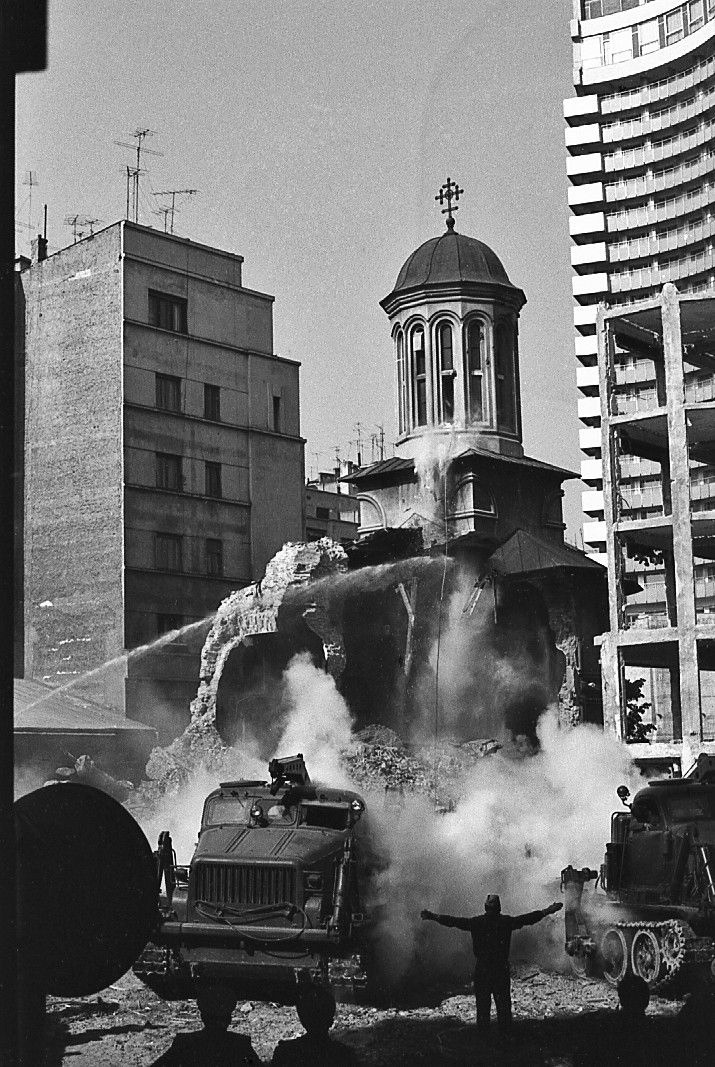
1977년 지진으로 심하게 손상된 에네이 교회는 지진 이후 철거되었다.

1977년 브란체아 지진은 1977년 3월 4일 현지 시간 21시 22분에 발생한 발칸반도 전역에서 느껴진 대지진이다. 모멘트 규모 M7.5의 규모를 기록했으며 루마니아에서 20세기에 기록된 지진 중 1940년 11월 10일 지진 다음으로 큰 규모의 지진이다. 진원은 루마니아에서 지진 활동이 가장 활발한 지역인 브란체아 산맥에 있으며 깊이는 85.3 km이다.
이 지진으로 루마니아에서 약 1,578명(이 중 1,424명은 부쿠레슈티)이 사망하고 11,300명 이상이 부상을 입었다. 희생자 중에는 배우 토마 카라지우와 작가 아나톨 E. 바콘스키, 알렉산드루 이바시우크, 코르넬리우 M. 포페스쿠가 있다. 공산주의 통치자 니콜라에 차우셰스쿠는 나이지리아 공식 국빈방문을 중단하고 비상사태를 선포했다.
약 32,900채의 건물이 손상되거나 파괴되었다. 지진 직후 35,000가구가 집을 잃었다. 경제적 손실은 당시 정부에서 확인되지는 않았지만 최대 20억 미국 달러에 달했을 것으로 추정된다. 지진으로 인한 파괴에 대한 상세 보고서는 한 번도 발표된 적이 없다. 피해의 대부분은 루마니아의 수도인 부쿠레슈티에 집중되었는데 약 33개의 대형 건물이 붕괴되었다. 붕괴된 건물 대부분은 제2차 세계 대전 이전에 지어졌으며 보강되지 않았다. 지진 이후 루마니아 정부는 더 엄격한 건축 기준을 부과했으며, 1982년부터 1991년까지 지속된 부쿠레슈티 대규모 철거 사업을 시작하기 위한 구실로 지진을 이용했다.
불가리아에서는 이 지진을 브란체아 지진 또는 스비슈토프 지진으로 알려져 있다. 불가리아의 스비슈토프(짐니체아 근처) 시에서는 3채의 아파트 블록이 붕괴되어 100명 이상이 사망했다. 스비슈토프 성삼위일체 교회를 포함한 다른 많은 건물도 손상되었다. 몰도바 소비에트 사회주의 공화국에서는 지진으로 많은 건물이 파괴되거나 손상되었으며, 수도 키시너우에서는 지진으로 공황이 발생했다.

## 피해 및 사상자
1977년 3월 4일 지진은 1970년대 전 세계적으로 지진 관련 사망자 중 가장 많은 사망자를 낸 지진 중 하나이다. 이 지진으로 1,578명이 사망하고 11,221명이 부상을 입었으며, 사망자의 90%는 수도 부쿠레슈티에서 발생했다. 보고된 피해에는 32,897채의 붕괴 또는 철거된 주택, 34,582가구의 이재민, 763개의 산업 시설 피해 및 경제의 모든 부문에 걸친 기타 많은 피해가 포함되었다. 1978년 세계은행 보고서는 총 손실액을 20억 4천 8백만 미국 달러로 추정했으며, 이 중 부쿠레슈티가 총액의 70%인 14억 미국 달러를 차지했다. 이 보고서에 따르면 루마니아의 40개 주 중 23개 주가 심하게 영향을 받았다.
| 진도     | 위치                                             | 진앙 거리         | 진원 거리1          |
| -------- | ------------------------------------------------ | ----------------- | ------------------- |
| V        | 브라쇼브                                         | 91                | 143                 |
| VI       | 브런치오아이아                                   | 2                 | 110                 |
| VI–VII   | 크라이오바 갈라치                                | 288 112           | 308 157             |
| VII–VIII | 알렉산드리아 부저우 폭샤니 플로이에슈티 짐니체아 | 234 80 39 115 268 | 259 136 117 159 290 |
| VII–IX   | 부쿠레슈티                                       | 166               | 199                 |

1진원 깊이 110 km 기준

### 부쿠레슈티

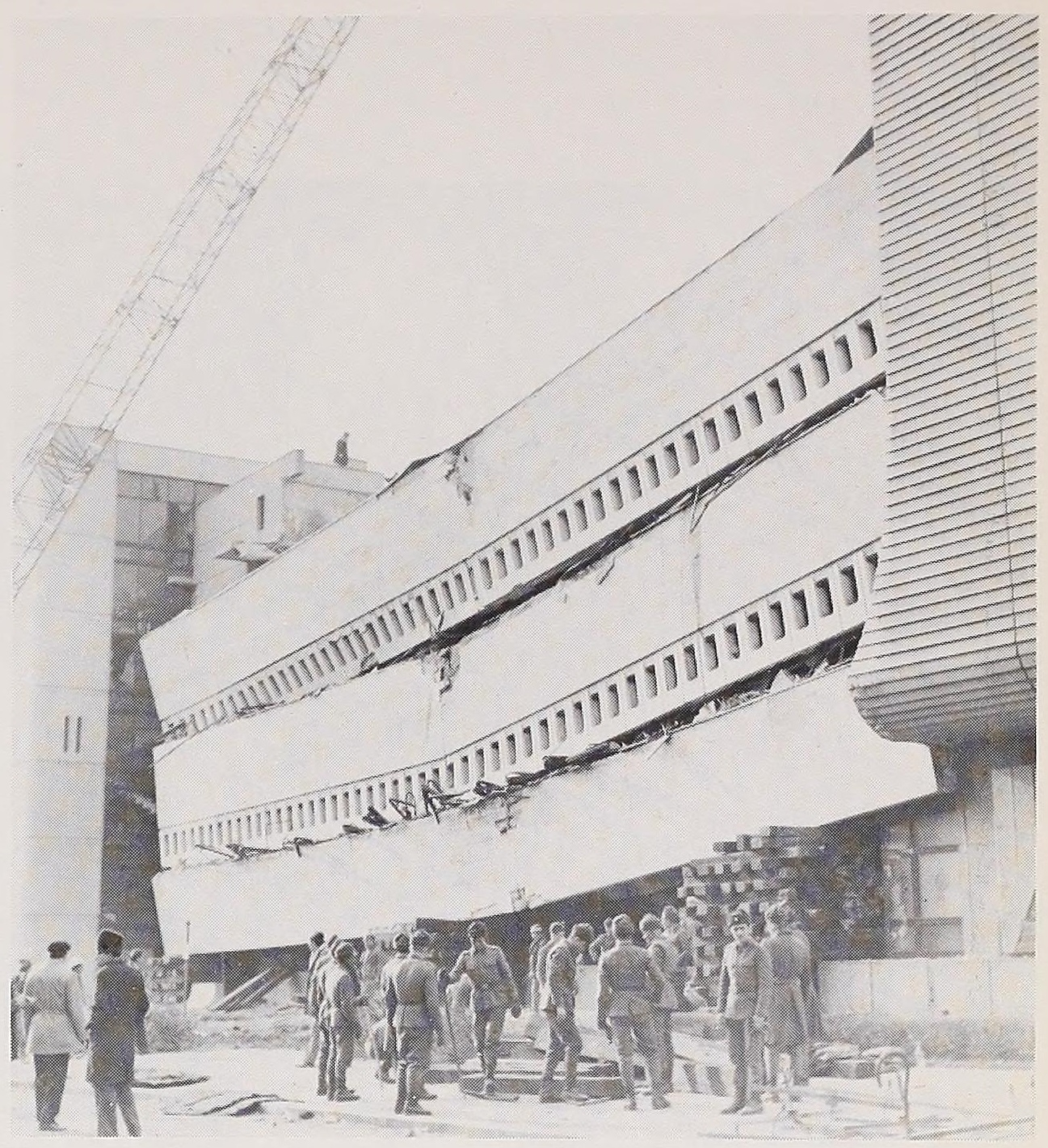
붕괴된 컴퓨터 센터 건물

도심은 가장 큰 파괴와 인명 손실을 겪었는데 지진이 특히 고층 건물, 주로 아파트 건물에 영향을 미쳤기 때문이다. 알기우(스칼라로 흔히 알려짐), 두너레아, 카사타 건물, 그 외 인근의 콘티넨탈-콜로네델레스 및 네스토르 건물과 같이 불레바르둘 니콜라에 벌체스쿠-불레바르둘 마게루 도로를 따라 위치한 상징적인 전간기 건물이 완전히 또는 크게 붕괴되었으며, 다른 건물도 일부 무너졌다. 붕괴된 33채의 고층 건물 중 28채는 1920년에서 1940년 사이에 지어졌는데 이 기간에는 내진 설계가 알려지지 않았다. 붕괴된 두 건물은 공산주의 시대에 지어졌다. 리제아누 주택 단지(1962년 건설)의 한 건물은 지진 중 일부가 붕괴되었는데, 건물 끝 부분(1층 상점)의 지지 기둥이 잘려 그 부분이 결국 철거되고 대부분 재건되지 않았기 때문이다. 그리고 1972~1975년경에 건설된 밀리타리의 아파트 블록 OD16은 건설 결함으로 완전히 붕괴되었다(당시 해당 건물에는 규격 미달의 콘크리트가 사용되었고, 건설 중 콘크리트에 공기 구멍이 형성되었으며, 심지어 콘크리트 안에서 부츠가 발견되기도 했다). 야금부, 화학 학부, 컴퓨터 센터 등 3개 공공 건물도 붕괴되었지만, 지진 발생 당시에는 인원이 많지 않았다. 3월 5일, 재해의 첫 번째 사망자 집계는 사망자 508명, 부상자 2,600명이었다. 최종 집계는 희생자의 90%가 부쿠레슈티 출신이었음을 보여주었다. 총 사망자 1,424명, 부상자 7,598명으로 집계되었다.
큰 화재는 발생하지 않았지만, 도시의 넓은 지역에서 약 하루 동안 전기가 끊겼다. 35개 병원 중 9곳에서 대피했다.

### 루마니아의 다른 도시
폭샤니와 부저우시에서는 저층 건물에 보강되지 않은 벽돌 벽이 부분적으로 또는 완전히 붕괴되었으며, 최근 건설된 건물에서는 구조 요소와 인접한 벽돌 채움 벽 사이의 움직임 징후가 나타났다.
짐니체아시는 폐허가 된 것으로 보고되었다: 175채의 주택이 붕괴되었고, 523채가 심각한 피해를 입었으며, 4,000명이 이재민이 되었고, 수백 명의 희생자가 발생했다. 도시의 80%가 파괴되면서 짐니체아는 처음부터 재건되었다. 크라이오바에서는 550채 이상의 건물이 심각하게 손상되었는데 그 중에는 미술관, 올테니아 박물관, 대학교, 주립 도서관이 포함된다. 초기 추정치는 총 사망자 30명, 부상자 300명이었다. 바슬루이도 인명 피해(사망자 7명)와 물적 피해 모두 심각했다.
플로이에슈티에서는 약 200채의 주택이 파괴되고 2,000채가 심각하게 손상되었으며, 부저우주에서도 약 1,900채의 건물이 영향을 받는 등 상황이 심각했다. 플로페니에서는 벽돌로 지어진 노동자 기숙사가 완전히 붕괴되어 30명에서 60명의 노동자가 사망하고 많은 사람들이 부상을 입었다. 트란실바니아와 도브루자의 주에서는 심각한 피해를 입지 않았다.
지진은 남부, 동부, 북부 왈라키아와 남부 몰다비아에서 지형학적 현상을 유발했다. 이 현상은 산사태, 액상화, 지반 침하, 물 분출로 구성되었다. 브란체아 산맥에서는 자발라강 흐름이 부분적으로 막혀 작은 자연 댐 호수가 형성되었다.

### 불가리아

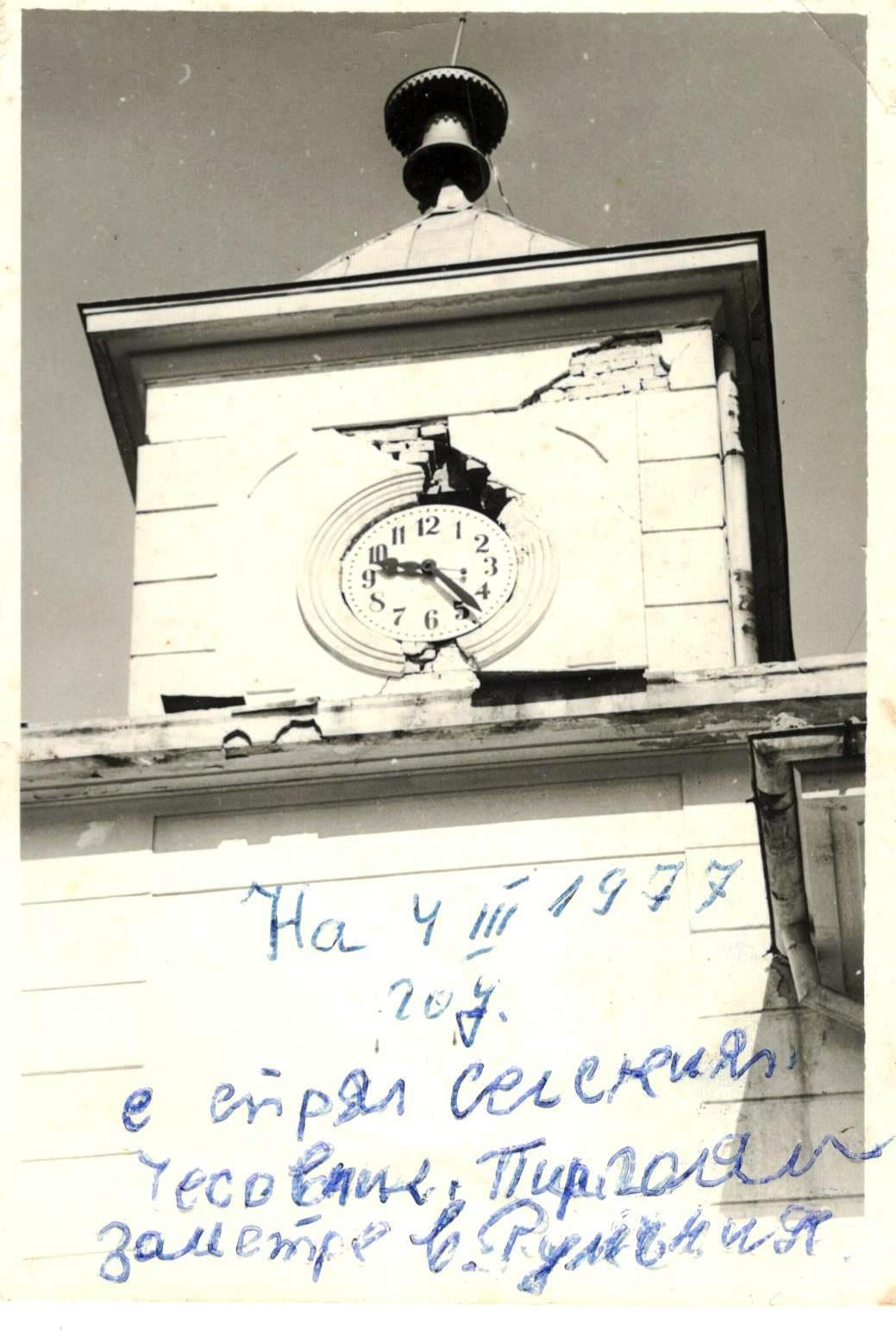
불가리아 유페르 마을의 손상된 종탑

3월 4일 지진은 불가리아에 심각한 영향을 미쳤다. 스비슈토프시가 가장 큰 피해를 입었다. 이곳에서는 3채의 아파트 건물이 붕괴되어 27명의 어린이를 포함해 최대 120명이 사망했다. 스비슈토프 성삼위일체 교회를 포함한 다른 많은 건물도 손상되었다. 루세에서는 흔들림이 강했지만 피해는 적었다. 인근 건물에서 떨어진 거대한 건축 장식에 맞아 한 명만 사망했다.

### 몰도바 소비에트 사회주의 공화국
공식 자료에 따르면 몰도바 소비에트 사회주의 공화국에서 2,765채의 건물이 파괴되었고, 20,763채의 건물이 상당한 피해를 입었다.

### 인명 피해의 공간 분포
| 국가         | 루마니아 주 | 도시/마을              | 사망자               | 부상자        | 입원자 (부상자 중) |
| ------------ | ----------- | ---------------------- | -------------------- | ------------- | ------------------ |
| 불가리아     |             | 스비슈토프             | 120                  | 165           | 알 수 없음         |
| 몰도바       |             |                        | 2                    | 알 수 없음    | 알 수 없음         |
| 유고슬라비아 |             |                        | 0                    | 알 수 없음    | 0                  |
| 루마니아     |             |                        | 1,578                | 11,321        | 2,369              |
|              | 돌지        |                        | 41                   | 315 ~ 562     | 알 수 없음         |
|              | 텔레오르만  |                        | 20                   | 204           | 67                 |
|              | 프라호바    |                        | 15 (또는 50명 이상?) | 알 수 없음    | 알 수 없음         |
|              | 바슬루이    |                        | 7                    | 40            | 알 수 없음         |
|              | 이아시      |                        | 4                    | 270 ~ 440     | 알 수 없음         |
|              | 브러일라    |                        | 3                    | 5             | 알 수 없음         |
|              | 브란체아    |                        | 2                    | 23            | 5                  |
|              | 부저우      |                        | 0                    | 55            | 알 수 없음         |
|              | 지우르지우  |                        | 1                    | 35            | 알 수 없음         |
|              | 기타 주     |                        | 61?                  | 2,359 ~ 2,776 | 797                |
|              |             | 부쿠레슈티             | 1,424                | 7,598         | 1,500              |
|              |             | 플로페니 노동자 기숙사 | 30 ~ 60명?           | 많음          | 알 수 없음         |
|              |             | 크라이오바             | 30                   | 500           | 알 수 없음         |
|              |             | 벌레니이데문테         | 7?                   |               | 알 수 없음         |
|              |             | 이아시                 | 4                    | 270 ~ 440     | 알 수 없음         |
|              |             | 짐니체아               | 5                    | 62            | 알 수 없음         |
|              |             | 투르누머구렐레         | 4                    | 70            | 알 수 없음         |
|              |             | 로시오리데베데         | 4                    | 알 수 없음    | 알 수 없음         |
|              |             | 알렉산드리아           | 3                    | 알 수 없음    | 알 수 없음         |
|              |             | 브러일라               | 3                    | 5             | 알 수 없음         |
|              |             | 지우르지우             | 1                    | 35            | 알 수 없음         |
|              |             | 폭샤니                 | 1                    | 알 수 없음    | 알 수 없음         |
|              |             | 오도베슈티             | 1                    | 알 수 없음    | 알 수 없음         |
|              |             | 너루자                 | 0                    | 1             | 1                  |
| 총계         |             |                        | 1,700                | ~11,500       | ~3,942             |

## 여진
지진의 진앙은 루마니아에서 가장 활발한 지진 지역인 브란체아주의 남서부로 약 85.3 km의 깊이에서 발생했다. 충격파는 발칸반도의 거의 모든 국가와 소련의 우크라이나 및 몰도바 공화국에서도 느껴졌지만 흔들림은 더 낮았다. 지진 활동 후에는 더 작은 규모의 여진이 뒤따랐다. 가장 강한 여진은 1977년 3월 5일 오전 2시에 발생했으며, 깊이는 109 km였고, 릭터 규모 M4.9의 규모였다. 다른 여진의 규모는 M4.3 또는 M4.5 Mw를 넘지 않았다.

## 정부 반응
지진 발생 당시 니콜라에 차우셰스쿠와 엘레나 차우셰스쿠는 나이지리아를 공식 방문 중이었다. 차우셰스쿠는 루마니아 관리로부터 국내 재난 소식을 들었다.
처음에는 지진 소식이 혼란스러웠고, 사람들은 훨씬 더 큰 재앙에 대해 이야기했다. 부쿠레슈티의 정전으로 통신 서비스가 몇 시간 동안 중단되었다. 주민들은 여진 가능성에 두려워하며 거리로 나왔다. 그 순간 정부는 구체적인 조치를 취하지 않았다.
많은 피해 건물의 주민이 즉석 구조 작업에 참여했다. 의사, 군인, 그 외 많은 민간인들이 이 구조 작업을 도왔다. 9개의 병원이 폐쇄되었다. 심하게 손상된 부쿠레슈티의 플로레아스카 응급 병원은 과부하 상태가 되어 결국 대피했다. 디나모 스타디움은 부상자 분류 지점으로 바뀌었다. 3월 5일 아침까지 기본적인 공공 시설인 수도, 가스, 전기망, 전화선 복구 작업이 진행 중이었다.
대통령 부부와 나이지리아의 루마니아 대표단은 1977년 3월 4~5일 밤에 루마니아로 돌아왔으며, 오전 8시 15분 오토페니 공항에 도착했다. 이후 니콜라에 차우셰스쿠는 전국에 비상사태를 선포했다. 다음 날 국가원수는 피해를 평가하기 위해 부쿠레슈티를 방문했다.
생존자 구조를 담당하는 군인 및 소방관 팀은 적십자의 도움을 받았다. 부프테아 영화 스튜디오의 스턴트맨과 많은 자원봉사자들이 합류했다. 많은 사람들이 잔해에서 구조되었는데, 일부는 며칠 동안 갇혀 있다가 구조되었다.

## 저명한 희생자
지진으로 사망한 유명 인사에는 다음과 같다.
| - 아나톨 E. 바콘스키, 수필가, 시인, 소설가, 언론인, 문학 이론가 및 번역가 - 도이나 바데아, 팝 음악 가수 - 알렉산드루 보커네츠, 영화 감독 - 사빈 브라투, 편집자, 비평가 및 문학사학자 - 토마 카라지우, 배우 - 다니엘라 카우레아, 시인 - 플로린 치오러슈쿠, 물리학자 및 루마니아 아카데미 통신 회원 - 투도르 두미트레스쿠, 피아니스트 및 고전 음악 작곡가 - 미하이 가피차, 비평가, 문학사학자 및 작가 - 데스피나 기노카스트라 이스트라티, 화가 및 삽화가 - 알렉산드루 이바시우크, 작가 및 소설가 | - 미하엘라 머러치네아누, 메조소프라노 및 부쿠레슈티 루마니아 오페라의 솔리스트 - 코리나 니콜레스쿠, 큐레이터 및 미술사학자 - 미하일 페트로베아누, 비평가 및 문학사학자 - 엘리자 페트러케스쿠, 배우 - 리비우 포파, 건축가, 삽화가 및 무대 디자이너 - 코르넬리우 M. 포페스쿠, 번역가 - 베로니카 포룸바쿠, 시인, 작가, 회고록 작가, 아동 문학 작가 및 번역가 - 이오안 시아드베이, 문헌학자 및 문학사학자 - 투도르 스타브루, 스포츠맨 및 스턴트 연기자 - 니콜라에 버터머누, 의사 및 사진작가 - 비오리카 비잔테, 번역가 |

## 같이 보기
- 1977년 지진
- 루마니아의 지진 목록
- 불가리아의 지진 목록
- 1940년 브란체아 지진 - 규모 7.4-7.7로 부쿠레슈티에 영향을 미쳤다.
- 불가리아 영화 스위트 앤 비터[27]는 TVR 1에서 방영되었고 루마니아인들의 기억 속에 지진과 연관되어 있다.[28]